# Distretto di Cuamba
Il distretto di Cuamba è un distretto del Mozambico, facente parte della Provincia di Niassa.